# Караев, Абульфаз Фарадж оглы
Абульфаз Фарадж оглы Караев (азерб. Əbülfəz Fərəc oğlu Qarayev; 20 апреля 1885 — 24 октября 1952) — азербайджанский советский врач-педиатр, профессор , доктор медицинских наук, Заслуженный деятель науки Азербайджанской ССР, крупнейший в Азербайджане специалист по детским болезням. Считается одним из крупнейших деятелей медицины Советского Азербайджана, по мнению советского автора Л. Карагичевой также крупным деятелем советской медицины, основоположником азербайджанской национальной педиатрии, одним из организаторов первых детских медицинских учреждений в Баку. Отец композитора Кара Караева и хирурга Мурсала Караева.

## Биография
Абульфаз Караев родился 25 апреля 1885 года в городе Баку. Его отец Фарадж Гаджи Кара оглы (отсюда — и фамилия Караев) был родом из Фатмаи, небольшого селения на Апшеронском полуострове, расположенного недалеко от Баку.
В 1907 году Абульфаз Караев окончил Бакинскую гимназию. Затем он поступает на медицинский факультет Императорского Новороссийского Университета. В 1912 году он оканчивает Университет с отличием. Служил по своей специальности в армии Азербайджанской Демократической Республики. Помимо родного азербайджанского, в совершенстве владел немецким, русским и турецким языками. Впоследствии, из-за работы в национальных государственных структурах, Караев был подвергнут преследованиям.
Абульфаз Караев был одним из первых в Азербайджане педиатров. Он основал первый в Баку Дом ребенка. Дружил с Мир Асадулла Миркасимовым.
Караев был заведующим кафедрой педиатрии Азербайджанского государственного медицинского института. За годы педагогической деятельности в медицинском институте и в качестве руководителя Научно-исследовательского института охраны материнства и детства Абульфаз Караев воспитал не одно поколение врачей.
С 1938 года до конца жизни он был руководителем Общества педиатров Азербайджана. Он являлся председателем Научно-медицинского совета Министерства здравоохранения Азербайджана, а также был членом Совета лечебно-профилактической помощи детям.
После смерти Абульфаза Караева 24 октября 1952 года имя его было присвоено клинике детских болезней при Азербайджанском государственном медицинском институте.

## Семья
Абульфаз Караев был женат на Сона-ханум Ахундовой (1898—1971), старшей дочери известного азербайджанского адвоката Искендер-бека Ахундова. От брака родились сыновья Кара и Мурсал Караевы. Кара Караев стал известен как выдающийся советский композитор, Народный артист СССР. Сын Кара Караева — Фарадж Караев — российско-азербайджанский композитор. Народный артист Азербайджана. Мурсал Караев пошёл по стопам отца и стал врачом, занимал должность главного хирурга Министерства здравоохранения Азербайджанской ССР. Старший сын Мурсала Караева — Джахангир Караев (1951—2013) был незаурядным пианистом и джазовым композитором, младший — Абульфаз Гараев с 1994—2006 годах был министром молодежи, спорта и туризма, с 2006 года 2018 по 21 мая 2020 года занимал пост министра культуры Азербайджанской Республики.

## Награды
- Почетное звание «Заслуженный врач»
- Почётное звание «Заслуженный деятель науки» (1940)
- Два ордена «Трудовое Красное Знамя»